# Vittorio Emanuele Orlando
Vittorio Emanuele Orlando, född 19 maj 1860 i Palermo, död 1 december 1952 i Rom, var en italiensk politiker och jurist; konseljpresident 1917-1919.

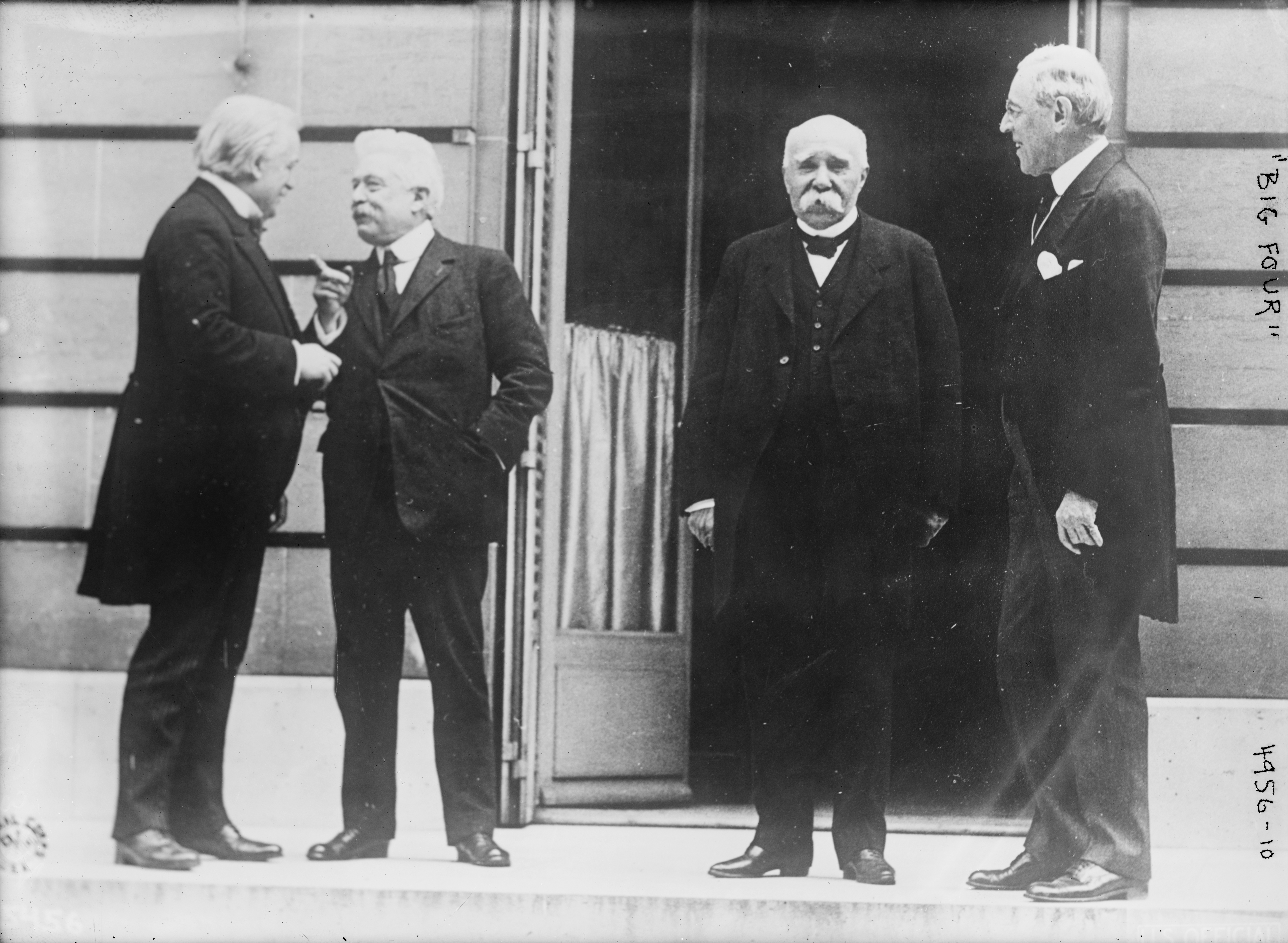
De fyra stora: Lloyd George, Orlando, Clemenceau och Wilson vid Versailleskonferensen 1919.

Orlando blev professor 1885 i Modena, 1886 i Messina och 1888 i Palermo. År 1897 valdes han av vänstern till ledamot av deputeradekammaren och var i Giovanni Giolittis ministär kulturminister 1903–05 samt därefter professor i offentlig rätt vid Roms universitet. Han var justitieminister i Giolittis ministär 1907–09 och i Antonio Salandras 30 oktober 1914 – 20 juni 1916. I den därpå följande ministären Paolo Boselli ingick han som inrikesminister. Ehuru han skarpt klandrades för efterlåtenhet mot fredspropagandan, blev han likväl konseljpresident, när Boselli i oktober 1917 avgick efter det italienska nederlaget vid Caporetto. 
Jämte sin utrikesminister, Sidney Sonnino, var Orlando italiensk delegerad vid Pariskonferensen 1919 och tillhörde där, utan att dock utöva nämnvärt inflytande, "de fyras råd". I Fiumefrågan lyckades han ej åstadkomma någon för italiensk folkopinion acceptabel uppgörelse och nödgades därför avgå 29 juli 1919. Han var november 1919 till juni 1920 deputeradekammarens president. Efter fascistregimens införande 1922 intog Orlando, liksom de flesta liberaler, en tämligen undanskjuten plats inom det politiska livet. Efter Mussolinis fall blev han för en tid aktiv igen, men nu som konservativ. 
Orlando utgav åtskilliga kända arbeten i statsrätt, bland annat Principii di diritto costituzionale (tredje upplagan 1890), Di diritto amministrativo (andra upplagan 1892). År 1890 började han utge "Archivio di diritto pubblico". Han var ordförande i föreningen för tillvaratagande av utlandsitalienarnas intressen ("Lega italiana per la tutela degli interessi nazionali all'estero").

### Allmänna källor
- Orlando, Vittorio Emanuele i Nordisk familjebok (andra upplagan, 1914)
- Orlando, V.E. i Nordisk familjebok (andra upplagans supplement, 1925)